# Римский лагерь (Вайсенбург)
Римский лагерь в Вайсенбурге (лат. Biriciana) представляет собой находящийся под защитой государства в пределах городской черты участок незастроенной земли, на котором сохраняются следы построек размещённого здесь в I—II веках лагеря римского легиона. Кроме того, в этой части города находятся остатки построек римской эпохи, располагавшиеся вне территории лагеря, а также копии колодцев и павильон, в котором под крышей находятся остатки римской бани (de. Römerthermen).

## Баня
В истории римской цивилизации баня играла важную роль в быту как гражданского, так и военного населения. Поселившись на новом месте, римляне в первую очередь организовывали дорожную сеть и создавали инфраструктуру, обеспечивающую выполнение требований санитарии, а именно водоснабжение, бани и канализацию.

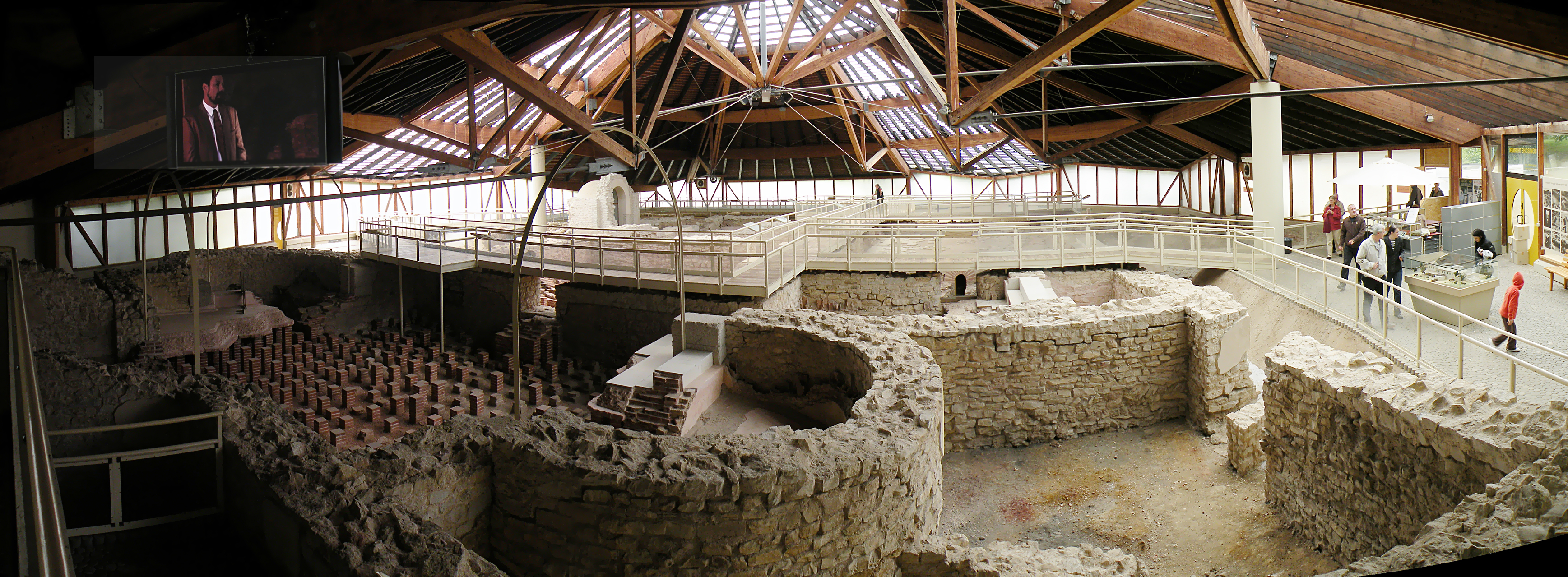
Раскопки римской бани